# Schürfgeld
Beim Schürfgeld handelte es sich ursprünglich um die Belohnung, die ein Schürfer nach erfolgreicher Entdeckung eines neuen Erzganges erhielt.
Später bezeichnete es auch Vorschüsse, mit denen die Schürfer ihre laufenden Kosten decken konnten, bzw. um (staatliche) Kredite. Oft wurden öffentliche Gelder (z. B. Gebühren) zu diesem Zweck in besonderen Schürfgeld-Kassen gesammelt und dann an die Schürfer ausgezahlt.